# Forrásfalva
Forrásfalva románul: Fărășești, falu Romániában, a Bánságban, Temes megyében.

## Fekvése
Facsádtól délkeletre fekvő település.

## Története
'Forrásfalva nevét 1548-ban említette először oklevél Forrasfalva néven. 
1597-ben Farasest, 1598-ban Farasest alias Forrásfalva, 1808-ban Forasest, Forasesti,  1888-ban és 1913-ban Forrásfalva néven írták.
1851-ben Fényes Elek írta a településről:
...Krassó vármegyében, a Ruszka hegye tövében, 7 katholikus, 217 óhitű lakossal, s anyatemplommal. Földesura Winkler család.
A trianoni békeszerződés előtt Krassó-Szörény vármegye Facsádi járásához tartozott.
1910-ben 597 lakosából 11 magyar, 547 román, 35 ruszin volt. Ebből 7 római katolikus, 581 görög keleti ortodox volt. 
A településen az elmult századokban a nadrági vasipartársaságnak vasércbányái voltak.

## Források

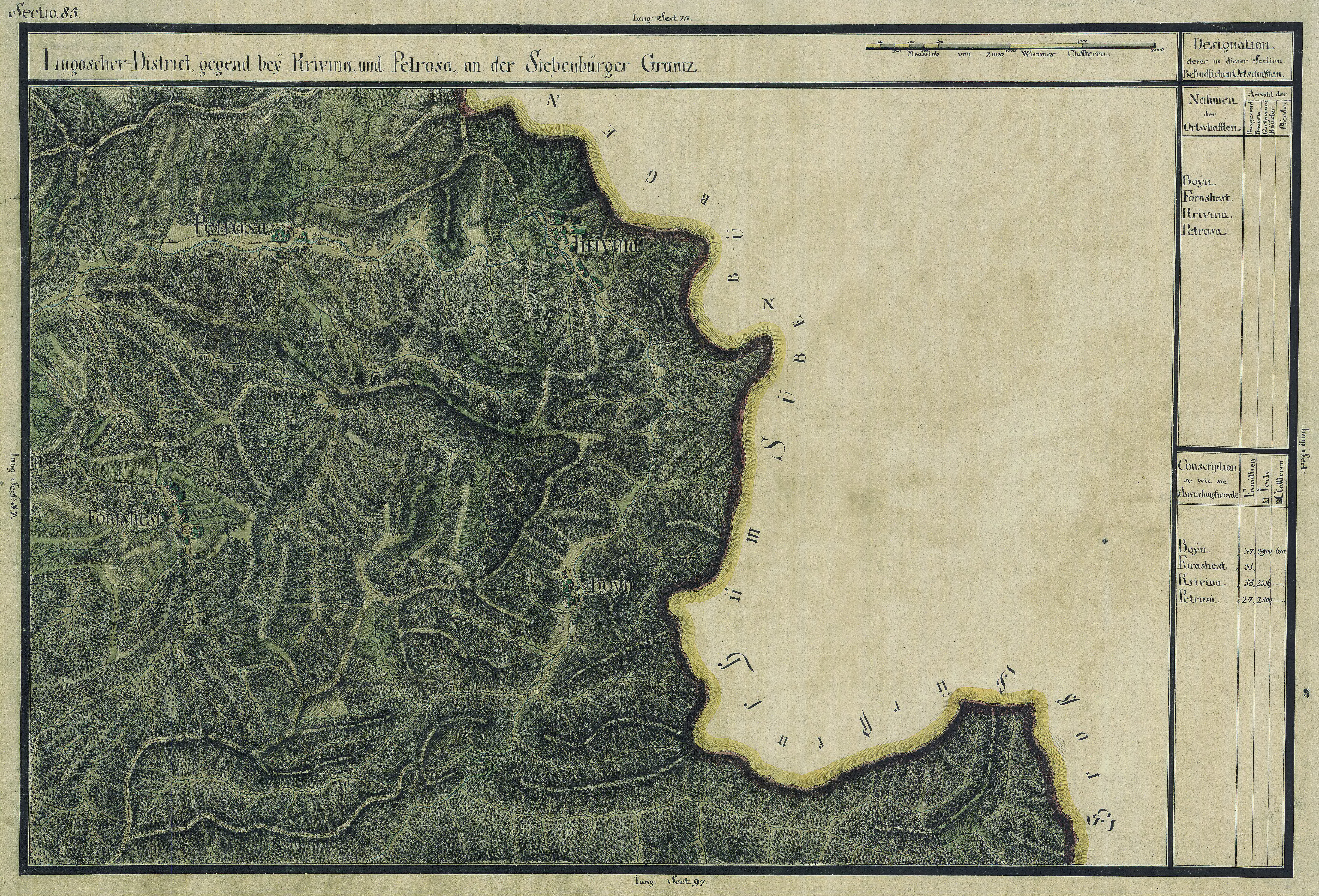
Forrásfalva egy régi térképen